# Мяндровка
Мяндровка (рос. Мяндровка) — село в Сеченовському районі Нижньогородської області Російської Федерації.
Населення становить 40 осіб. Входить до складу муніципального утворення Болтинська сільрада.

## Історія
Від 2009 року входить до складу муніципального утворення Болтинська сільрада.

## Населення
| 2002 | 2010 |
| ---- | ---- |
| 78   | ↘40  |